# L'ombra dell'aquila
L'ombra dell'aquila (La sombra del águila) è un romanzo breve dello scrittore spagnolo Arturo Pérez-Reverte, pubblicato nel 1993.

## Trama
La storia è basata su eventi reali, anche se le specifiche situazioni e i luoghi in cui si svolgono gli eventi, sono fittizi.
Nel 1812, in mezzo a una battaglia tra le truppe di Napoleone e l'esercito russo in Sbodonovo, il 326 battaglione di fanteria dell'esercito francese, formato da ex prigionieri spagnoli, ha deciso di disertare. Per farlo decide di staccarsi dalle file dell'esercito e dirigersi verso il nemico. La manovra, vista da Napoleone dalla cima di una collina vicina, viene erroneamente interpretata come un atto di coraggio non comune. Napoleone ordina così una carica di cavalleria guidata da Murat in soccorso degli spagnoli imprudenti, vanificando così il tentativo di diserzione.
In un altro episodio della guerra, il Battaglione 326 in ritirata, è coinvolto negli eventi terribili che hanno avuto luogo presso il ponte della Beresina sotto il fuoco russo.

## Edizioni
- Arturo Pérez-Reverte, L'ombra dell'aquila, traduzione di Silvia Sichel, Marco Tropea Editore, 2002,  pp. 128, ISBN 88-438-0356-5.